# Juana Grey
Juana Grey, Juana I de Inglaterra (hacia 1537-12 de febrero de 1554), también conocida por su nombre en inglés, Jane Grey, o Lady Jane Grey y como la «Reina de los Nueve Días» por su breve reinado, fue una noble y, de facto, la primera mujer que reinó en Inglaterra e Irlanda desde el 10 de julio hasta el 19 de julio de 1553.
Juana era bisnieta de Enrique VII a través de su abuela materna María Tudor, duquesa de Suffolk, siendo además sobrina segunda del rey Eduardo VI. Poseía una excelente educación humanista así como la reputación de ser una de las jóvenes más cultas de su tiempo. En mayo de 1553, Juana contrajo matrimonio con Lord Guilford Dudley, el joven hijo del primer ministro de Eduardo, John Dudley, duque de Northumberland. En junio del mismo año, el rey Eduardo VI redactó su testamento, nombrando a Juana y a sus herederos varones como sucesores al trono, en parte debido a que su medio hermana María era católica, mientras que Juana era una ferviente protestante y, como tal, apoyaría la reforma de la Iglesia de Inglaterra, cuya fundación Enrique afirmaba haber instaurado. El testamento eliminó a sus medio hermanas María e Isabel de la línea sucesoria sobre la base de la ilegitimidad de ambas, subvirtiendo sus reclamaciones mediante la Tercera Ley de Sucesión.
Tras la muerte de Eduardo VI, Juana fue proclamada reina el 10 de julio de 1553. No obstante, el apoyo a María empezó a crecer rápidamente, siendo Juana gradualmente abandonada por sus partidarios. El Consejo Privado de Inglaterra cambió repentinamente de bando y proclamó a María reina el 19 de julio del mismo año, siendo Juana derrocada. Su principal partidario, su suegro, el duque de Northumberland, fue acusado de traición y ejecutado menos de un mes después. Juana fue encerrada en la Torre de Londres y acusada en noviembre de alta traición (delito penado con la muerte), aunque inicialmente logró evitar ser ejecutada. No obstante, Juana empezó a ser vista en poco tiempo como una amenaza a la Corona cuando su padre Henry Grey, duque de Suffolk, se involucró en la Rebelión de Wyatt, un levantamiento popular surgido por la oposición a los planes de la reina María de contraer matrimonio con Felipe II de España. En consecuencia, tanto Juana como su esposo fueron ejecutados el 12 de febrero de 1554.

## Biografía

### Primeros años y educación
Juana fue la hija mayor de Henry Grey, I duque de Suffolk, y su esposa Frances Grey. El punto de vista tradicional es que Grey nació en Bradgate Park, Leicestershire, en octubre de 1537, mientras que investigaciones recientes indican que nació poco antes de esa fecha, a finales de 1536 o en la primavera de 1537, y en otro lugar, posiblemente Londres. Frances era, por su parte, la hija mayor de María Tudor, hermana pequeña de Enrique VIII, teniendo Jane a su vez dos hermanas pequeñas: Catalina y María. Por vía materna, las tres hermanas eran bisnietas de Enrique VII, sobrinas nietas de Enrique VIII, y sobrina segunda de Eduardo VI y sus hermanas María e Isabel.
Juana recibió una educación humanista, estudiando latín, griego y hebreo con el obispo John Aylmer e italiano con el fraile franciscano Michelangelo Florio. Gracias a la influencia de su padre, Juana se convirtió en una ferviente protestante, llegando a mantener correspondencia con el teólogo suizo Heinrich Bullinger. Juana prefería estudiar libros en vez de acudir a partidas de caza, percibiendo su estricta educación, algo típico en aquella época, como severa. Su instrucción llegó a ser tan extrema que en una ocasión, ante la visita del intelectual Roger Ascham, quien la encontró leyendo a Platón, se dice que la pequeña se quejó con las siguientes palabras: 

Cuando estoy en presencia de padre o madre, si hablo, me quedo en silencio, me siento, me levanto o me voy, como, bebo, estoy feliz o triste, coso, juego, bailo, o hago cualquier cosa, debo hacerlo como si fuese en tal peso, medida o número, incluso tan perfectamente como Dios creó el mundo; o de lo contrario soy tan bruscamente insultada, tan cruelmente amenazada, a veces con pellizcos, pinchazos y sacudidas y de otras formas (las cuales no nombraré por el honor que les tengo)... que pienso yo misma en el infierno.

A principios de febrero de 1547, Juana fue enviada a vivir a la casa de uno de los tíos de Eduardo VI, Thomas Seymour, I barón Seymour de Sudeley, quien al poco tiempo contrajo matrimonio con la viuda de Enrique VIII, Catalina Parr, residiendo Juana con la pareja en el Castillo de Sudeley, en Gloucestershire, hasta la muerte de Catalina en septiembre de 1548 tras haber dado a luz a su única hija, María Seymour, en el mes de agosto.

### Matrimonio
Juana fungió como la principal doliente en el funeral de Catalina, mostrando Thomas interés en que la joven siguiese viviendo en su casa, regresando Juana durante aproximadamente dos meses antes de que Seymour fuese arrestado a finales de 1548. Su hermano, el Lord Protector Edward Seymour, I duque de Somerset, se sentía amenazado por la popularidad de Thomas con el joven rey Eduardo VI (entre otros aspectos, Thomas Seymour estuvo a cargo de proponer a Juana como esposa del monarca).
En el transcurso de la condena y ejecución de Thomas, el padre de Juana tuvo la fortuna de no verse inmiscuido en ningún asunto problemático. Tras su cuarto interrogatorio por parte del Consejo Privado, Henry propuso a su hija Juana como prometida del hijo mayor del Lord Protector, Edward Seymour, I conde de Hertford. Dicha propuesta no llegó nunca a buen término y Juana no se prometió hasta la primavera de 1553, siendo su futuro esposo Lord Guilford Dudley, hijo de John Dudley, I duque de Northumberland. El duque, Lord presidente del Consejo Privado desde finales de 1549, era por aquel entonces el hombre más poderoso del país después del rey. El 25 de mayo de 1553 la pareja contrajo matrimonio en Durham House, en Londres, en una triple ceremonia, donde Catalina Grey contrajo nupcias con Henry Herbert, II conde de Pembroke, y Katherine Dudley con Henry Hastings, hijo de Francis Hastings, II conde de Huntingdon.

### Reclamación del trono y ascenso
El Acta de Sucesión de 1544 restauraba a las hijas de Enrique VIII, María e Isabel, en la línea sucesoria, pese a que todavía seguían siendo consideradas ilegítimas. De hecho, esta acta autorizaba a Enrique VIII a alterar la sucesión del trono a su voluntad, reforzando el rey los derechos sucesorios de sus tres hijos y declarando que, en caso de no dejar descendientes ninguno de ellos, el trono pasaría a los herederos de su hermana pequeña María Tudor, lo que incluía a Juana como legítima heredera. Por razones desconocidas, Enrique excluyó a la madre de Juana, Frances, de la línea sucesoria e ignoró las reclamaciones de los descendientes de su hermana mayor Margarita Tudor, vinculada por matrimonio a la nobleza y a la Casa Real de Escocia.
Tanto María como Isabel habían sido declaradas ilegítimas por ley durante el reinado de su padre tras la anulación de sus sucesivos matrimonios con Catalina de Aragón y Ana Bolena. Cuando Eduardo VI, de 15 años de edad, se hallaba en su lecho de muerte a comienzos del verano de 1553, su medio hermana María seguía siendo su presunta heredera. Sin embargo, el rey, en un borrador de su testamento elaborado a principios de año, había restringido la sucesión de los descendientes varones de Frances Brandon y sus hijas antes de nombrar a su sobrina Juana, protestante, y a sus herederos sus sucesores en el trono, habiendo hecho esto probablemente en el mes de junio de 1553; la intención del monarca era asegurar su legado protestante pasando por encima de los derechos de su hermana María, quien era católica. Sin embargo, sus consejeros le dijeron que no podía desheredar sólo a una de sus medias hermanas: tendría que desheredar también a Isabel, aunque ella también era protestante como su medio hermano. Posiblemente instigado por Northumberland, el rey tomó la decisión de desheredar tanto a María como a Isabel y nombrar a Jane Grey como su heredera.
Eduardo VI supervisó personalmente la copia de su última voluntad la cual fue emitida mediante patente real el 21 de junio y firmada por 102 notables, entre ellos pares, obispos, jueces, todo el Consejo Privado y la Corte de Regidores. Además, el rey anunció que su testamento sería aprobado en el parlamento en septiembre, siendo preparados los mandamientos judiciales necesarios.

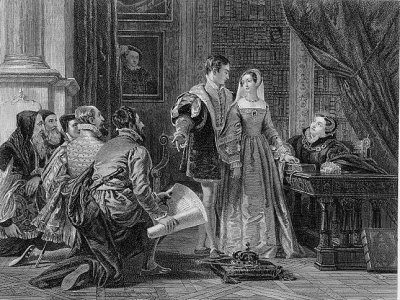
La corona ofrecida a Lady Jane Grey. Grabado anónimo a partir de una obra de Charles Robert Leslie (hacia 1827)

Eduardo murió el 6 de julio de 1553, si bien su deceso no fue anunciado hasta cuatro días después. El 9 de julio, Juana fue informada de que se acababa de convertir en reina, y según su posterior declaración, aceptó la corona con renuencia. El 10 de julio, Grey fue oficialmente proclamada reina de Inglaterra, Francia e Irlanda tras haber establecido su residencia en la Torre de Londres, donde los monarcas residían tradicionalmente desde el ascenso al trono hasta el momento de la coronación. Juana rehusó nombrar rey a su esposo Dudley debido a que ello hubiera requerido un acta del parlamento, accediendo únicamente a convertirlo en duque de Clarence.
El 10 de julio, el mismo día de la proclamación de Juana, llegó a Londres una carta de María Tudor en la que decía que ya era reina y exigía la obediencia del Consejo. María se encontraba en Anglia Oriental, donde empezó a reunir a numerosos partidarios. Northumberland marchó a Cambridge con sus tropas y pasó una semana sin acción hasta que escuchó el 20 de julio que el Consejo de Londres se había pronunciado a favor de María. Northumberland proclamó a la propia María Tudor en el mercado y fue arrestado a la mañana siguiente. Por su parte, el Consejo Privado cambió de bando y proclamó reina a María en Londres el 19 de julio. La mayoría del Consejo abandonó la Torre antes de cambiar de lealtad. Al darse cuenta del cambio de opinión de sus colegas, el padre de Juana, el Duque de Suffolk, abandonó el mando de la fortaleza y proclamó a María I en la cercana Tower Hill. El consenso histórico asume que este giro de los acontecimientos se debió al considerable apoyo popular con el que contaba María. No obstante, no existen evidencias claras de apoyo a la hija de Enrique VIII fuera de Norfolk y Suffolk, donde Northumberland había logrado sofocar la Rebelión de Kett. De hecho, parece ser que el católico Henry FitzAlan, XIX conde de Arundel (a quien Dudley había arrestado dos veces por ser aliado de Somerset), había preparado un golpe de Estado en el Consejo Privado en ausencia de Northumberland. El 19 de julio, pocas horas antes de la proclamación de la Reina María I en Londres, tuvo lugar el bautismo de uno de los hijos de los Caballeros Pensionados. Juana había aceptado ser la madrina y deseaba que el nombre del niño fuera Guildford. El obispo de Winchester, Stephen Gardiner, que había estado encarcelado en la Torre durante cinco años, se sintió muy ofendido por este hecho cuando se enteró.
A Juana se la suele llamar la Reina de los Nueve Días, aunque si su reinado data del momento de la muerte de Eduardo el 6 de julio de 1553, su reinado podría haber sido unos días más largo. El 19 de julio de 1553, fue encarcelada en los apartamentos del Caballero Carcelero de la Torre, y su esposo Guildford fue encarcelado en la Torre Beauchamp. Allí pronto se le unió su hermano, Robert. Los hermanos restantes de Guildford fueron encarcelados en otras torres, al igual que Northumberland, que era por el momento la única persona destacada que subió al cadalso. El duque fue ejecutado el 22 de agosto de 1553. Poco antes de ser ejecutado, Dudley renunció al protestantismo y volvió a la fe católica, para gran indignación de Juana, que era una ferviente protestante. En septiembre, el Parlamento declaró a María sucesora legítima y denunció y revocó la proclamación de Juana, quien pasó a ser considerada usurpadora del trono.

### Juicio y ejecución
Llamada por la corte judicial Juana Dudley, esposa de Guilford, Grey fue acusada de alta traición al igual que su marido, dos de sus hermanos y el arzobispo de Canterbury Thomas Cranmer. Su juicio, por comisión especial, fue celebrado el 13 de noviembre de 1553 en Guildhall, Londres. Dicha comisión fue presidida por Sir Thomas White, Lord alcalde de Londres, y por Thomas Howard, III duque de Norfolk, siendo Edward Stanley, III conde de Derby, y John Bourchier, II conde de Bath, otros de los miembros de la comisión. Tal y como se esperaba, todos los acusados fueron declarados culpables y sentenciados a muerte. El delito de Juana (haber asumido mediante traición el título de reina y los poderes inherentes al mismo) quedó evidenciado por un gran número de documentos firmados por ella como «Juana la Reina» («Jane the Queen»), siendo su condena morir quemada en Tower Hill o ser decapitada en función del deseo de la reina (la ejecución en la hoguera era el castigo tradicional por traición en el caso de las mujeres), si bien el embajador imperial informó al emperador Carlos V del Sacro Imperio Romano Germánico de que la vida de Juana debía ser perdonada.
La rebelión de Thomas Wyatt el Joven en enero de 1554 contra los planes de matrimonio de la reina María con Felipe II de España, conocida como Rebelión de Wyatt, selló el destino de Juana. Su padre, Henry Grey, I duque de Suffolk, y sus dos hermanos se unieron a la rebelión, motivo por el que el gobierno tomó la decisión de cumplir con el veredicto contra Juana y Guilford. 
La ejecución de ambos fue inicialmente programada para el 9 de febrero de 1554, aunque luego se pospuso tres días para conceder a Juana la oportunidad de convertirse al catolicismo. Para ello, María envió a su capellán John Feckenham para que hablase con la joven, quien en principio no se sintió conforme con esto. Pese a que Juana nunca sucumbió a los esfuerzos de Feckenham por convertirla, ambos acabaron estableciendo una amistad, permitiendo Grey que el capellán la acompañase al cadalso.

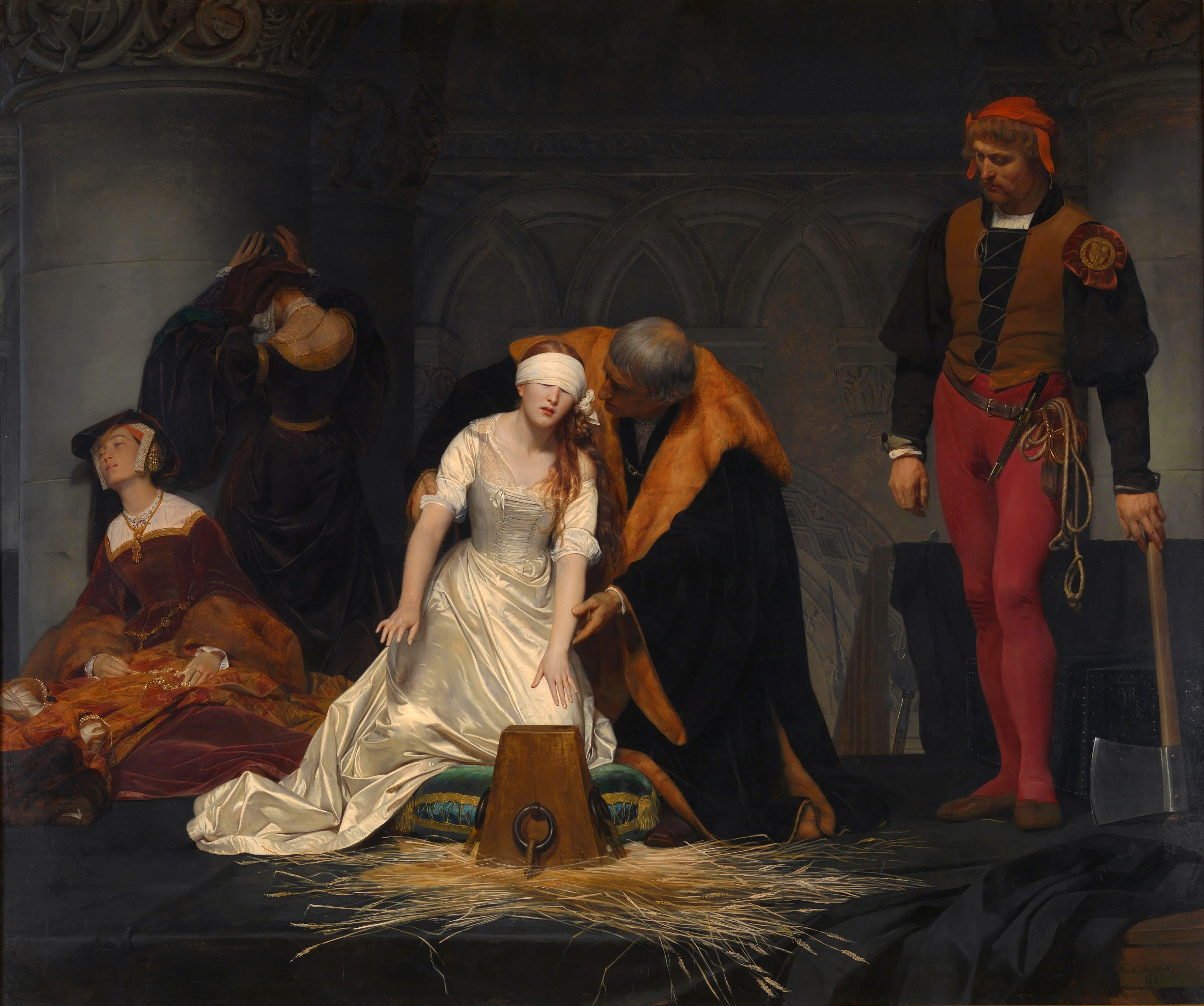
La ejecución de Lady Jane Grey, por Paul Delaroche (1833)

La mañana del 12 de febrero de 1554, las autoridades trasladaron a Guilford desde sus dependencias en la Torre de Londres hasta Tower Hill, donde murió decapitado en una ejecución pública. Poco después, un carro tirado por un caballo trajo sus restos de regreso a la Torre, atravesando las habitaciones donde se hallaba confinada Juana, quien al ver el cadáver de su esposo a través de la ventana de su celda, según testimonios, exclamó: «Oh, Guilford, Guilford». Inmediatamente después, Grey fue conducida a los exteriores de la Torre Verde, dentro del complejo de la Torre de Londres, para ser ejecutada.
De acuerdo con el testimonio de su ejecución proporcionado por la Crónica de la reina Juana y de los dos años de la reina María, de autoría anónima y que sentaría las bases para la representación del historiador Raphael Holinshed, la joven pronunció un discurso tras subir al cadalso:

Buenas gentes, he venido aquí para morir y por una ley estoy condenada justamente. Los actos de traición contra su alteza la reina fueron ilegales y accedí a aceptar el trono. Pero nunca lo busqué o deseé y por eso me lavo las manos en la inocencia. Ante Dios y ante ustedes, buenos cristianos, ruego que todos ustedes sean testigos de que yo muero como una verdadera mujer cristiana, y que espero sean salvos por medio nada menos que la misericordia de Dios, en los méritos de la sangre de su único hijo, Jesucristo. Y confieso que, cuando hice conocer la palabra de Dios, me olvidé de lo mismo, amándome a mí misma y al mundo, y por lo tanto, me merezco este castigo por mis pecados. Y sin embargo, doy gracias a Dios por su bondad que me ha dado tiempo para arrepentirme. Y ahora buenas personas, mientras estoy viva, les pido que me ayuden con sus oraciones.

A continuación, Juana recitó en inglés el salmo 51: «Ten piedad de mí, oh, Dios», tendiendo después sus guantes y su pañuelo a su doncella. El verdugo, como era costumbre, pidió el perdón de la joven por el acto que iba a cometer, el cual ella le concedió, rogándole que la ejecutase rápidamente. Después, en referencia a su cabeza, Juana preguntó al verdugo: «¿La quitará antes de que me tumbe?», a lo que el hombre respondió: «No, madame», procediendo Juana a ponerse ella misma una venda sobre los ojos, como era tradición en las ejecuciones. No obstante, falló al tratar de encontrar el bloque de decapitación con las manos, ante lo cual gritó: «¿Qué debo hacer? ¿Dónde está?». Probablemente Sir Thomas Brydges, teniente de la Torre, ayudó a la joven a ubicar el tajo de madera. Con la cabeza apoyada en el bloque, Juana pronunció las últimas palabras de Jesús según el Evangelio de Lucas: «¡Señor, en tus manos encomiendo mi espíritu!». La tradición sostiene que tras la ejecución, el verdugo levantó la cabeza decapitada y dijo: «¡Así perecen todos los enemigos de la reina! ¡He aquí la cabeza de un traidor!».
Juana y Guilford fueron enterrados en una tumba sin marcar en la Capilla Real de San Pedro ad Vincula, en el lado norte de la Torre Verde. Su padre, el duque de Suffolk, fue ejecutado once días después, el 23 de febrero de 1554, mientras que su madre, Frances, contrajo matrimonio con el chambelán Adrián Stokes en marzo de 1555 (se afirma erróneamente que se desposó tres semanas después de la muerte del duque). Tras ser perdonada por la reina María, se permitió tanto a Frances como a sus dos hijas vivir en la corte.

## Legado

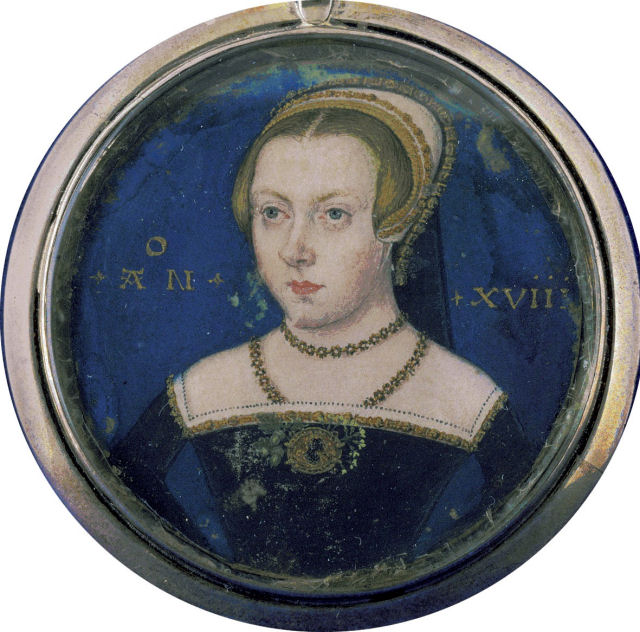
Miniatura de una joven dama la cual representa, según David Starkey, a Juana Grey, por Levina Teerlinc

Juana, La traidora-heroína de la Reforma (The traitor-heroine of the Reformation), tal y como el historiador Albert Pollard se refiere a ella, solo tenía 16 o 17 años de edad cuando fue ejecutada. Durante y después de las persecuciones marianas, Juana fue vista como una mártir protestante, figurando en un lugar destacado en las numerosas ediciones de la obra El libro de los mártires, de John Foxe. La historia de Juana se volvió tan popular que la misma terminó siendo objeto de biografías románticas, novelas, obras de teatro, óperas, pinturas y películas.
Juana Grey es la única monarca inglesa en los últimos 500 años (pese a las disputas sobre la legitimidad de su reinado) de la cual no existe ningún retrato auténtico contemporáneo. Una pintura ubicada en la National Portrait Gallery de Londres fue identificada durante varios años como un retrato de Juana hasta que en 1996 se descubrió que la mujer representada es Catalina Parr. Por otro lado, un retrato considerado por algunos expertos como de Juana fue descubierto en 2005. Pintado entre 40 y 50 años después de su muerte, el Retrato Streatham (así llamado por ser Streatham la zona de Londres donde estuvo guardado durante décadas) muestra a una mujer joven vestida con un traje rojo, adornada con joyas y sujetando un libro de oraciones. No obstante, el historiador y especialista en la dinastía Tudor David Starkey es escéptico al respecto: «Es un cuadro terriblemente malo y no hay razón para suponer que tenga nada que ver con Lady Juana Grey». Por su parte, otro retrato, una miniatura descubierta en el Centro de Arte Británico de Yale, en New Haven, Connecticut (Estados Unidos), fue mostrado a los medios de comunicación en 2007 por Starkey, quien declaró estar un «90 por ciento seguro» de que el mismo mostraba a Juana Grey, aunque también se cree que puede representar a Amy Robsart.

## Árbol genealógico
|  |                                        |  |  |  |  |  |  |  |  |  |  |  |  |  |  |  |
|  | 16. Juan Grey de Groby                 |  |  |  |  |  |  |  |  |  |  |  |  |  |  |  |
|  |                                        |  |  |  |  |  |  |  |  |  |  |  |  |  |  |  |
|  |                                        |  |  |  |  |  |  |  |  |  |  |  |  |  |  |  |
|  | 8. Thomas Grey                         |  |  |  |  |  |  |  |  |  |  |  |  |  |  |  |
|  |                                        |  |  |  |  |  |  |  |  |  |  |  |  |  |  |  |
|  |                                        |  |  |  |  |  |  |  |  |  |  |  |  |  |  |  |
|  | 17. Isabel Woodville                   |  |  |  |  |  |  |  |  |  |  |  |  |  |  |  |
|  |                                        |  |  |  |  |  |  |  |  |  |  |  |  |  |  |  |
|  |                                        |  |  |  |  |  |  |  |  |  |  |  |  |  |  |  |
|  | 4. Thomas Grey, II marqués de Dorset   |  |  |  |  |  |  |  |  |  |  |  |  |  |  |  |
|  |                                        |  |  |  |  |  |  |  |  |  |  |  |  |  |  |  |
|  |                                        |  |  |  |  |  |  |  |  |  |  |  |  |  |  |  |
|  | 18. William Bonville                   |  |  |  |  |  |  |  |  |  |  |  |  |  |  |  |
|  |                                        |  |  |  |  |  |  |  |  |  |  |  |  |  |  |  |
|  |                                        |  |  |  |  |  |  |  |  |  |  |  |  |  |  |  |
|  | 9. Cecily Bonville                     |  |  |  |  |  |  |  |  |  |  |  |  |  |  |  |
|  |                                        |  |  |  |  |  |  |  |  |  |  |  |  |  |  |  |
|  |                                        |  |  |  |  |  |  |  |  |  |  |  |  |  |  |  |
|  | 19. Katherine Neville                  |  |  |  |  |  |  |  |  |  |  |  |  |  |  |  |
|  |                                        |  |  |  |  |  |  |  |  |  |  |  |  |  |  |  |
|  |                                        |  |  |  |  |  |  |  |  |  |  |  |  |  |  |  |
|  | 2. Enrique Grey, I Duque de Suffolk    |  |  |  |  |  |  |  |  |  |  |  |  |  |  |  |
|  |                                        |  |  |  |  |  |  |  |  |  |  |  |  |  |  |  |
|  |                                        |  |  |  |  |  |  |  |  |  |  |  |  |  |  |  |
|  | 20. Nicholas Wotton                    |  |  |  |  |  |  |  |  |  |  |  |  |  |  |  |
|  |                                        |  |  |  |  |  |  |  |  |  |  |  |  |  |  |  |
|  |                                        |  |  |  |  |  |  |  |  |  |  |  |  |  |  |  |
|  | 10. Richard Wotton                     |  |  |  |  |  |  |  |  |  |  |  |  |  |  |  |
|  |                                        |  |  |  |  |  |  |  |  |  |  |  |  |  |  |  |
|  |                                        |  |  |  |  |  |  |  |  |  |  |  |  |  |  |  |
|  | 21. Elizabeth Bamburgh                 |  |  |  |  |  |  |  |  |  |  |  |  |  |  |  |
|  |                                        |  |  |  |  |  |  |  |  |  |  |  |  |  |  |  |
|  |                                        |  |  |  |  |  |  |  |  |  |  |  |  |  |  |  |
|  | 5. Margaret Wotton                     |  |  |  |  |  |  |  |  |  |  |  |  |  |  |  |
|  |                                        |  |  |  |  |  |  |  |  |  |  |  |  |  |  |  |
|  |                                        |  |  |  |  |  |  |  |  |  |  |  |  |  |  |  |
|  | 22. Henry Belknap                      |  |  |  |  |  |  |  |  |  |  |  |  |  |  |  |
|  |                                        |  |  |  |  |  |  |  |  |  |  |  |  |  |  |  |
|  |                                        |  |  |  |  |  |  |  |  |  |  |  |  |  |  |  |
|  | 11. Anne Belknap                       |  |  |  |  |  |  |  |  |  |  |  |  |  |  |  |
|  |                                        |  |  |  |  |  |  |  |  |  |  |  |  |  |  |  |
|  |                                        |  |  |  |  |  |  |  |  |  |  |  |  |  |  |  |
|  | 23. Margaret Knollys                   |  |  |  |  |  |  |  |  |  |  |  |  |  |  |  |
|  |                                        |  |  |  |  |  |  |  |  |  |  |  |  |  |  |  |
|  |                                        |  |  |  |  |  |  |  |  |  |  |  |  |  |  |  |
|  | 1. Juana Grey                          |  |  |  |  |  |  |  |  |  |  |  |  |  |  |  |
|  |                                        |  |  |  |  |  |  |  |  |  |  |  |  |  |  |  |
|  |                                        |  |  |  |  |  |  |  |  |  |  |  |  |  |  |  |
|  | 24. William Brandon                    |  |  |  |  |  |  |  |  |  |  |  |  |  |  |  |
|  |                                        |  |  |  |  |  |  |  |  |  |  |  |  |  |  |  |
|  |                                        |  |  |  |  |  |  |  |  |  |  |  |  |  |  |  |
|  | 12. William Brandon                    |  |  |  |  |  |  |  |  |  |  |  |  |  |  |  |
|  |                                        |  |  |  |  |  |  |  |  |  |  |  |  |  |  |  |
|  |                                        |  |  |  |  |  |  |  |  |  |  |  |  |  |  |  |
|  | 25. Elizabeth Wingfield                |  |  |  |  |  |  |  |  |  |  |  |  |  |  |  |
|  |                                        |  |  |  |  |  |  |  |  |  |  |  |  |  |  |  |
|  |                                        |  |  |  |  |  |  |  |  |  |  |  |  |  |  |  |
|  | 6. Charles Brandon                     |  |  |  |  |  |  |  |  |  |  |  |  |  |  |  |
|  |                                        |  |  |  |  |  |  |  |  |  |  |  |  |  |  |  |
|  |                                        |  |  |  |  |  |  |  |  |  |  |  |  |  |  |  |
|  | 26. Henry Bruyn                        |  |  |  |  |  |  |  |  |  |  |  |  |  |  |  |
|  |                                        |  |  |  |  |  |  |  |  |  |  |  |  |  |  |  |
|  |                                        |  |  |  |  |  |  |  |  |  |  |  |  |  |  |  |
|  | 13. Elizabeth Bruyn                    |  |  |  |  |  |  |  |  |  |  |  |  |  |  |  |
|  |                                        |  |  |  |  |  |  |  |  |  |  |  |  |  |  |  |
|  |                                        |  |  |  |  |  |  |  |  |  |  |  |  |  |  |  |
|  | 27. Elizabeth Darcy                    |  |  |  |  |  |  |  |  |  |  |  |  |  |  |  |
|  |                                        |  |  |  |  |  |  |  |  |  |  |  |  |  |  |  |
|  |                                        |  |  |  |  |  |  |  |  |  |  |  |  |  |  |  |
|  | 3. Lady Frances Brandon                |  |  |  |  |  |  |  |  |  |  |  |  |  |  |  |
|  |                                        |  |  |  |  |  |  |  |  |  |  |  |  |  |  |  |
|  |                                        |  |  |  |  |  |  |  |  |  |  |  |  |  |  |  |
|  | 28. Edmundo Tudor, I Conde de Richmond |  |  |  |  |  |  |  |  |  |  |  |  |  |  |  |
|  |                                        |  |  |  |  |  |  |  |  |  |  |  |  |  |  |  |
|  |                                        |  |  |  |  |  |  |  |  |  |  |  |  |  |  |  |
|  | 14. Enrique VII de Inglaterra          |  |  |  |  |  |  |  |  |  |  |  |  |  |  |  |
|  |                                        |  |  |  |  |  |  |  |  |  |  |  |  |  |  |  |
|  |                                        |  |  |  |  |  |  |  |  |  |  |  |  |  |  |  |
|  | 29. Margarita Beaufort                 |  |  |  |  |  |  |  |  |  |  |  |  |  |  |  |
|  |                                        |  |  |  |  |  |  |  |  |  |  |  |  |  |  |  |
|  |                                        |  |  |  |  |  |  |  |  |  |  |  |  |  |  |  |
|  | 7. María Tudor                         |  |  |  |  |  |  |  |  |  |  |  |  |  |  |  |
|  |                                        |  |  |  |  |  |  |  |  |  |  |  |  |  |  |  |
|  |                                        |  |  |  |  |  |  |  |  |  |  |  |  |  |  |  |
|  | 30. Eduardo IV de Inglaterra           |  |  |  |  |  |  |  |  |  |  |  |  |  |  |  |
|  |                                        |  |  |  |  |  |  |  |  |  |  |  |  |  |  |  |
|  |                                        |  |  |  |  |  |  |  |  |  |  |  |  |  |  |  |
|  | 15. Isabel de York                     |  |  |  |  |  |  |  |  |  |  |  |  |  |  |  |
|  |                                        |  |  |  |  |  |  |  |  |  |  |  |  |  |  |  |
|  |                                        |  |  |  |  |  |  |  |  |  |  |  |  |  |  |  |
|  | 31. Isabel Woodville (= 17)            |  |  |  |  |  |  |  |  |  |  |  |  |  |  |  |
|  |                                        |  |  |  |  |  |  |  |  |  |  |  |  |  |  |  |
|  |                                        |  |  |  |  |  |  |  |  |  |  |  |  |  |  |  |

## Representaciones en medios
| Año  | Película                                  | Director         | Actriz               |
| ---- | ----------------------------------------- | ---------------- | -------------------- |
| 1923 | Lady Jane Grey; Or, The Court of Intrigue | Edwin Greenwood  | Nina Vanna           |
| 1936 | Tudor Rose                                | Robert Stevenson | Nova Pilbeam         |
| 1986 | Lady Jane                                 | Sir Trevor Nunn  | Helena Bonham Carter |
| 1996 | The Prince and the Pauper                 | Andrew Morgan    | Sophia Myles         |
| 2006 | Lady Jane                                 | Camilla Robinson | Lucy Thomson         |
| 2022 | Becoming Elizabeth (TV)                   | Justin Chadwick  | Bella Ramsey         |
| 2024 | My Lady Jane                              | Jamie Babbit     | Emily Bader          |

| Predecesor: Eduardo VI | Reina de facto de Inglaterra e Irlanda 10 de julio de 1553 - 19 de julio de 1553 | Sucesora: María I |